# Chrysobothris laticollis
Chrysobothris laticollis es una especie de escarabajo del género Chrysobothris, familia Buprestidae. Fue descrita científicamente por Burmeister en 1872.